# بسمة عبد الرحمن
بسمة عبد الرحمن (مواليد 1986/1987) هي مهندسة إنشائية كردية عراقية ومؤسسة شركة KESK (بمعنى الأخضر باللغة الكردية)، وهي شركة عراقية متخصصة في الهندسة المعمارية الصديقة للبيئة. 

## الحياة المبكرة والتعليم
انتقل والدا المهندسه بسمة عبد الرحمن إلى بغداد بالعراق من جنوب تركيا ؛ ولدت في العراق، وهي ذات تراث تركي وكردي .  في عام 2006، دفع الصراع العراقي عائلتها إلى الانتقال إلى منطقة كردستان في شمال العراق .  ونتيجة لذلك، تعلمت بسمة عبد الرحمن المزيد عن تراثها الكردي وأصبحت أقرب إليه. 
عندما كانت طفلة، شجعتها عائلتها على أن تصبح طبيبة، لكنها لم تكن تحب علم الأحياء، وفضلت بدلاً من ذلك الرياضيات والفيزياء. 
تخرجت من جامعة دهوك بدرجة البكالوريوس في الهندسة المدنية. في عام 2011، تقدمت بسمة عبد الرحمن بطلب للحصول على منحة فولبرايت للدراسة في الولايات المتحدة.  وبعد ذلك التحقت بجامعة أوبورن في الولايات المتحدة، حيث حصلت على درجة الماجستير في الهندسة الإنشائية والمدنية، وتخرجت في عام 2014.    عادت إلى الولايات المتحدة في عام 2016، حيث أكملت برنامجًا من قبل مجلس المباني الخضراء الأمريكي لتصبح محترفة معتمدة. 

## حياة مهنية
عندما عادت إلى العراق في عام 2015،  عملت في بداياتها كمهندسة إنشائية للأمم المتحدة . 
وبعد ذلك في عام 2017، أسست المهندسة شركة KESK Green Building Consulting، وهي أول شركة عراقية تركز على العمارة "الخضراء".   استغرق الأمر منها تسعة أشهر قبل أن تتمكن من العثور على أول عميل لها.  تجمع KESK بين تقنيات البناء الحديثة الصديقة للبيئة والتقنيات القديمة، مثل بناء منازل على شكل قبة من الطوب الطيني.  تسعى الشركة أيضًا إلى توفير مصادر طاقة بديلة للمجتمعات، وخاصة الطاقة الشمسية، استجابةً لشبكة الكهرباء غير المستقرة في العراق.   تأسست الشركة أيضًا جزئيًا للمساعدة في إعادة الإعمار بعد الحرب ضد تنظيم الدولة الإسلامية ، والتي بدأت في عام 2014.  
وتعمل أيضًا لدى منظمة الأغذية والزراعة التابعة للأمم المتحدة كمستشار وطني ومدير مشروع، ونائب أمين مركز Global Shapers Erbil، وهي مبادرة للمنتدى الاقتصادي العالمي . 

## تعرُّف
في عام 2021، كانت واحدة من ثماني رائدات أعمال فزن بجائزة مبادرة كارتييه للنساء، حيث مثلت المهندسه فئة "الشرق الأوسط وشمال أفريقيا".  وحصلت على جائزة مالية قدرها 100000 دولار أمريكي. 
في نوفمبر 2023، تم ترشيحها لقائمة بي بي سي لأفضل 100 امرأة . 

## الحياة الشخصية
اعتبارًا من عام 2019، تقيم المهندسه في أربيل . 